# ألبرت فون براندنبورغ
ألبرشت فون براندنبورغ (الألمانية: Albrecht von Brandenburg؛ 28 يونيو 1490 – 24 سبتمبر 1545)؛ كان أحد الشخصيات البارزة في التاريخ الألماني خلال القرن السادس عشر، بحيث أصبح كاردينالًا ورئيس أساقفة في ماغديبورغ منذ 1513 ثم في ماينتس عام 1514 والذي بدوره أصبح الأمير الناخب في الإمبراطورية الرومانية المقدسة، وبانتخابه هذا أملت كاتدرائية ماينتس في الحصول على دعم ناخبو براندنبورغ في الدفاع عن مدينة إرفورت التي كانت تابعة لأساقفة ماينتس، ضد الجهود التوسعية لدوقات ساكسونيا المجاورة، ومع ذلك انتهك هذا الاختيار الحظر الكنسي بسبب توليه لأكثر من أسقفية، كما لم يستوف ألبرشت متطلبات تولي أي أبرشيات، لأنه لم يبلغ السن القانونية بعد، ولم يكن لديه شهادة جامعية؛ لذلك حصل على إعفاء دراسي في عام 1513، ولكنه اقترض 20000 جيلدر من ياكوب فوغر لدفع رسوم التثبيت إلى الكوريا الرومانية (انظر: سيمونية)، وفي عام 1514 اقترح ألبرشت على البابا ليو العاشر أن يتم الإعلان عن صكوك الغفران خاص في أبرشياته الثلاث وبجانب أبرشيته في موطنه براندنبورغ وأن يستخدم نصف الدخل لبناء كاتدرائية القديس بطرس الجديدة والنصف الآخر لخزينته النقدية الخاص، صدر المرسوم البابوي في 31 مارس 1515 بالخصوص، وعُهد إليه بصك الغفران في عام 1517 لنشرها في ساكسونيا وبراندنبورغ، كلفه ذلك مبلغًا كبيرًا قدره عشرة آلاف دوكات، ووظف ألبرشت يوهان تيتسل للتبشير الفعلي بها، وفي وقت لاحق وجه مارتن لوثر خطاب احتجاج إليه بشأن سلوك تيتسل، والتي أدت إلى نشره أطروحات الـ95 ضد هذه الممارسة، مما كان بمثابة شرارة نحو إنطلاق حركة الإصلاح الديني. لكن رغم البداية التي أظهرت تسامحًا مع بعض أفكارها، إلا أنه أصبح أكثر تشددًا في مواقفه خاصة بعد حرب الفلاحين الألمانية في 1525، وانضم إلى التحالفات الكاثوليكية ضد الحركة.
على الصعيد الثقافي كان ألبرشت راعيًا كبيرًا للفنون والعلم، وأمر بتزيين العديد من الكاتدرائيات، بما في ذلك كاتدرائية ماينتس، وكان له علاقة وثيقة مع بعض المفكرين الإنسانيين مثل إيراسموس، ورغم أن إرثه الديني والسياسي كان مثيرًا للجدل، إلا أنه كان له دور مهم في تطور الفنون والعلم خلال عصره، توفي في 24 سبتمبر 1545 في ماينتس، وتُعرض بعض أعماله الفنية في العديد من متاحف الألمانية اليوم.